# ARitmar

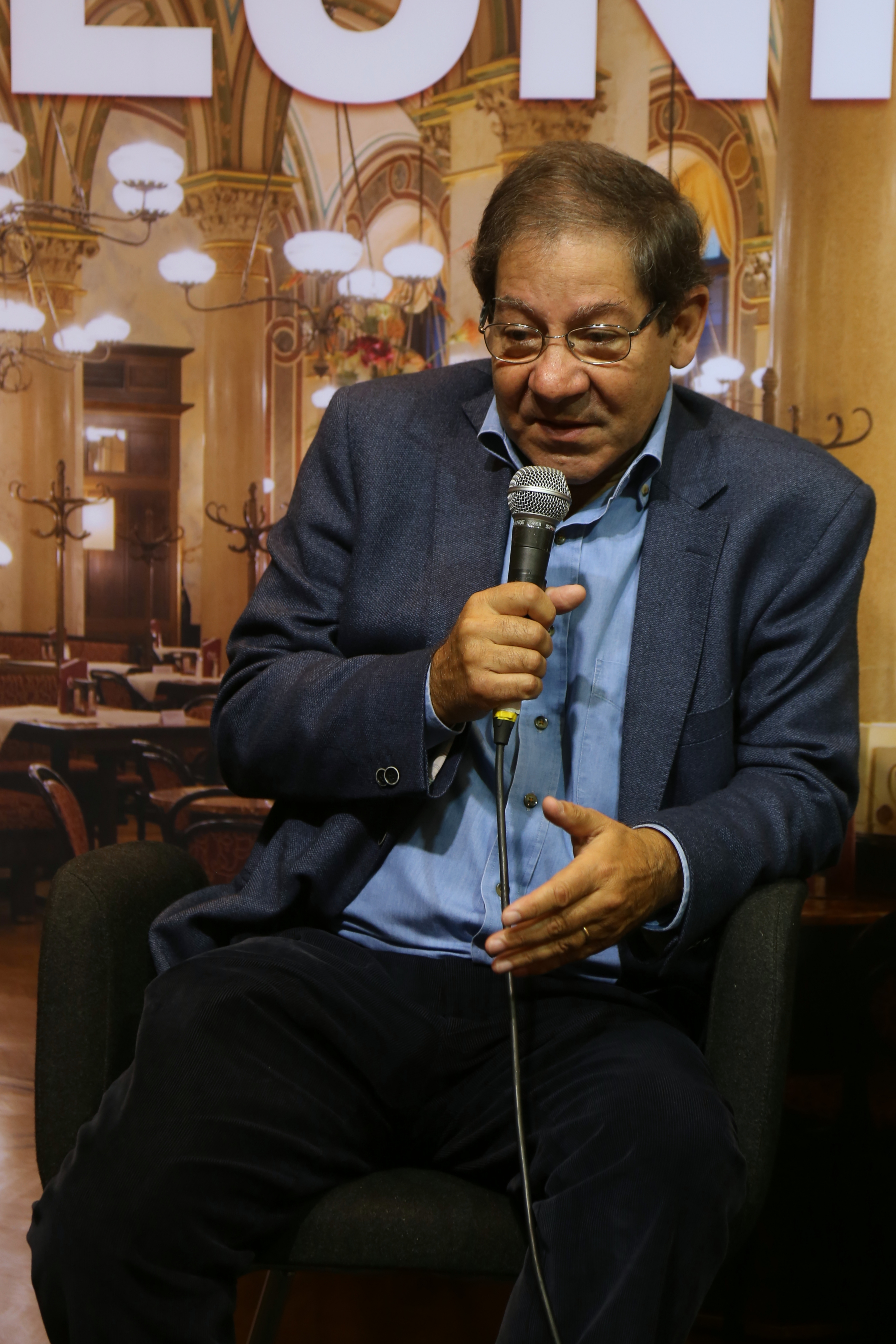
Nuno Júdice, premiat en 2016

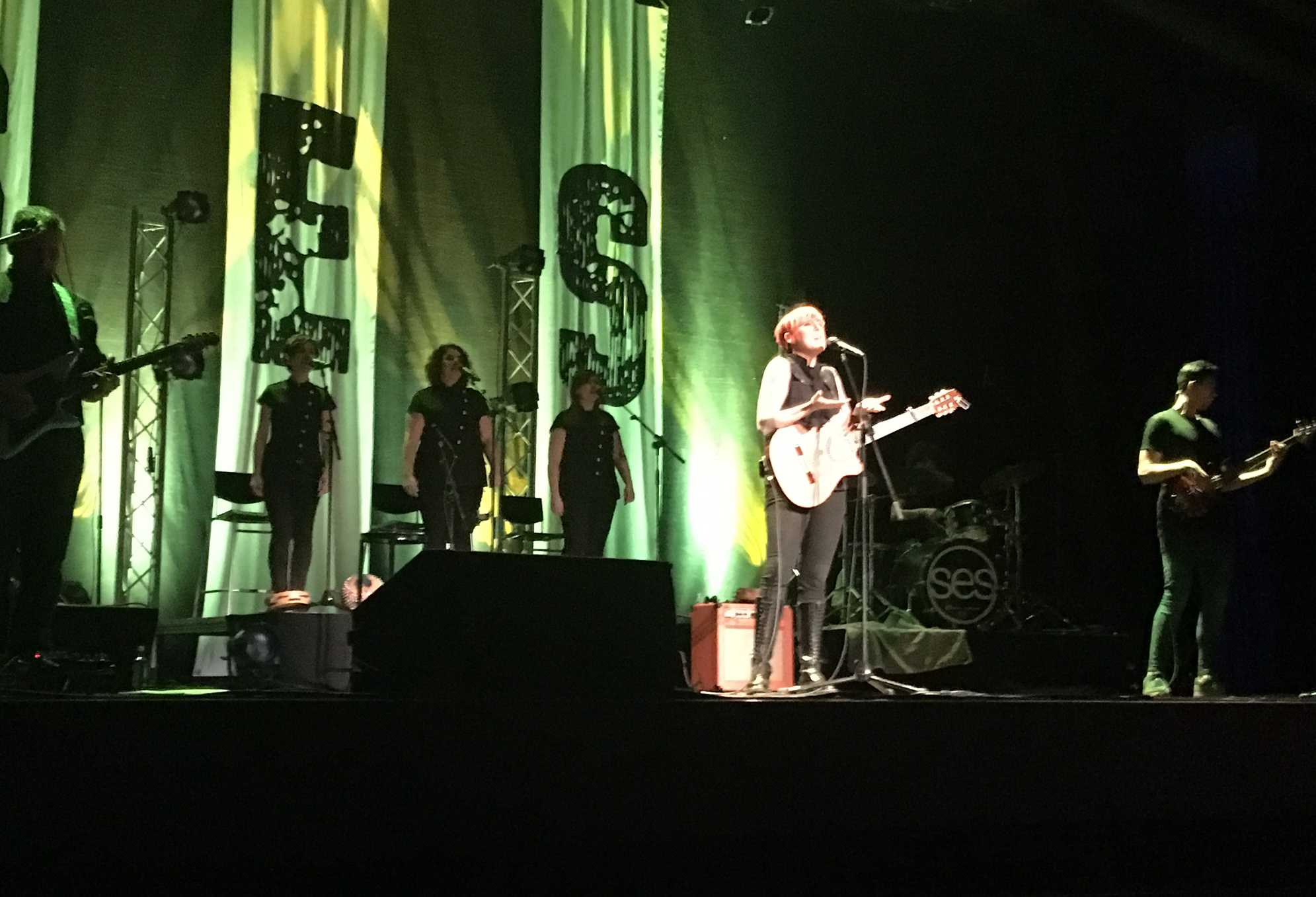
Ses, premiada en 2016 i 2017

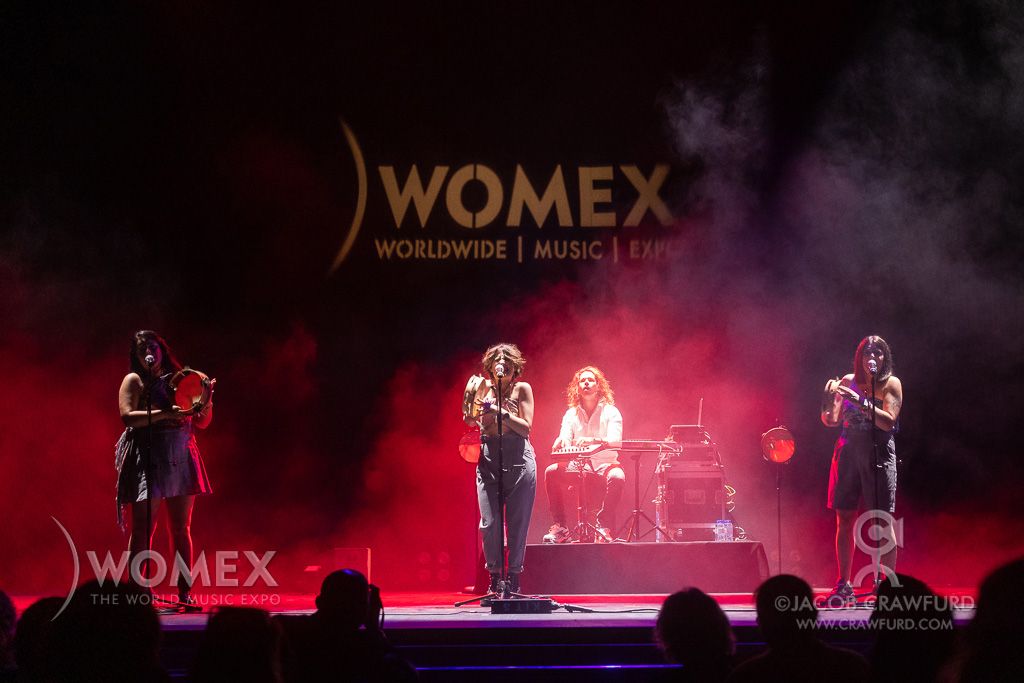
Tanxugueiras, premiades en 2019

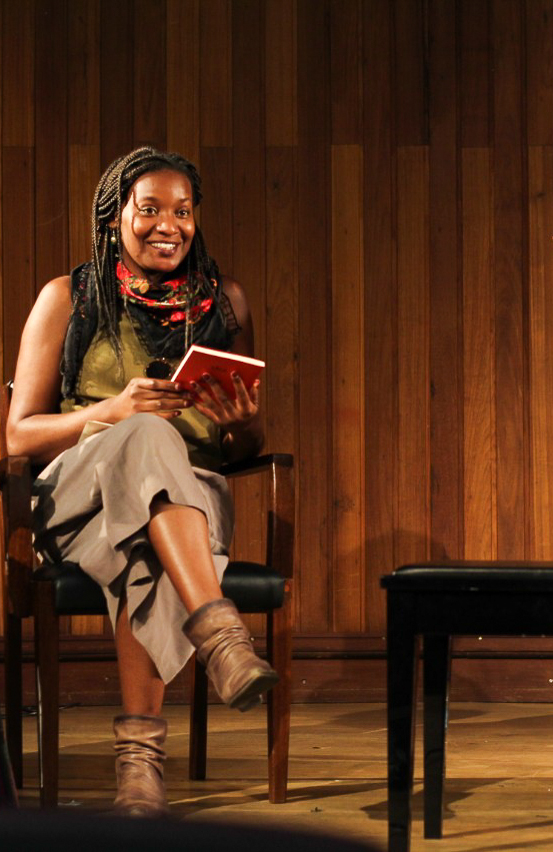
Raquel Lima, premiada en 2019

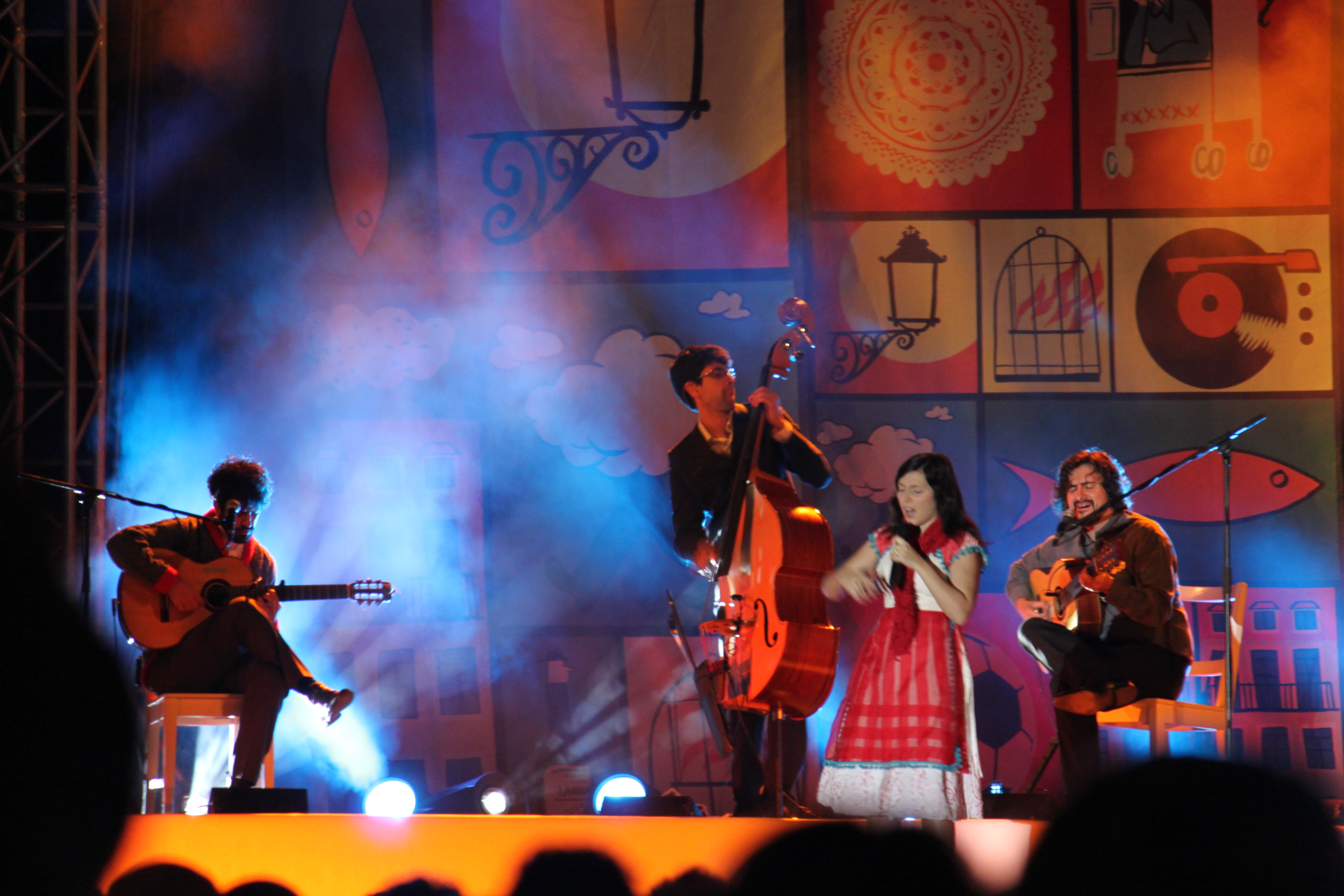
Deolinda, premiats en 2017

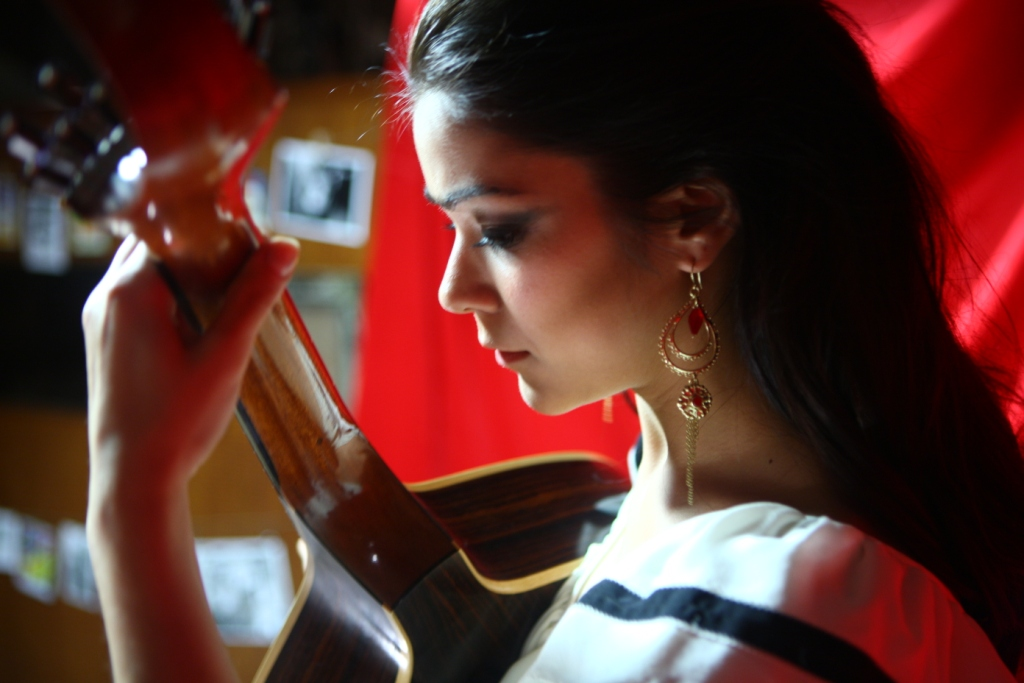
Raquel Tavares, premiada en 2017

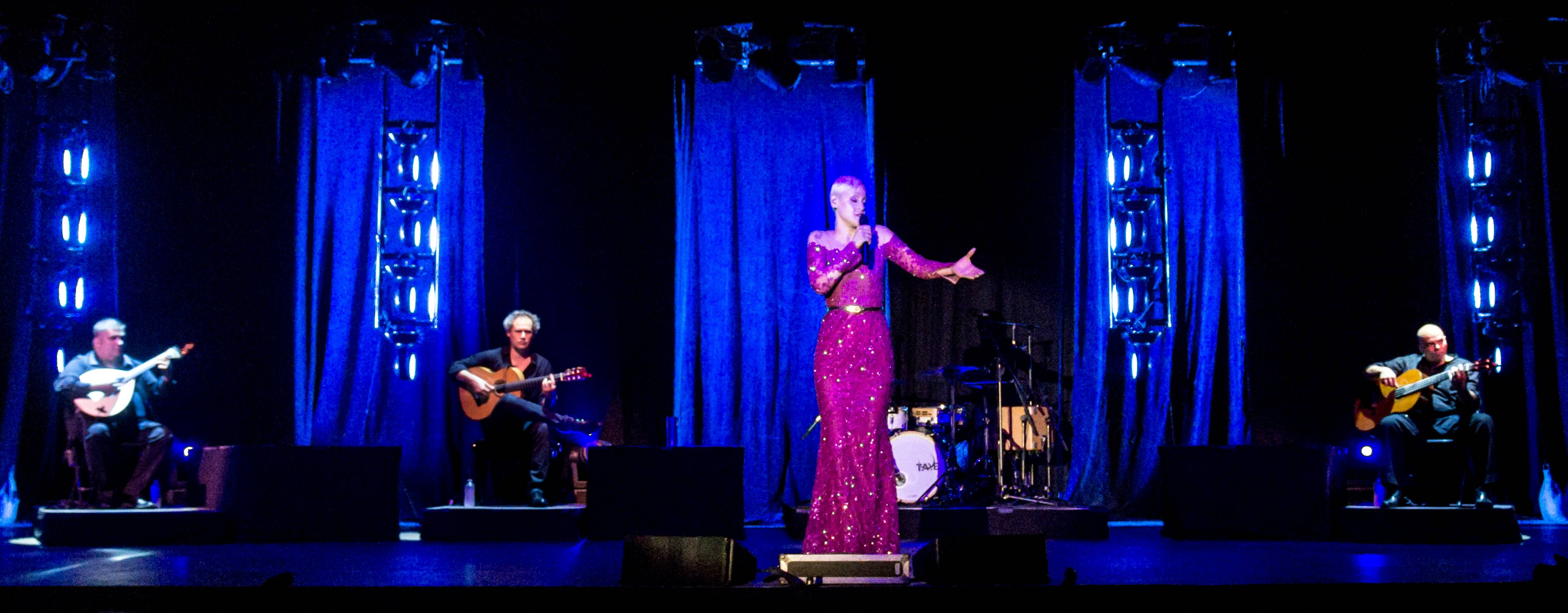
Mariza, premiada en 2019

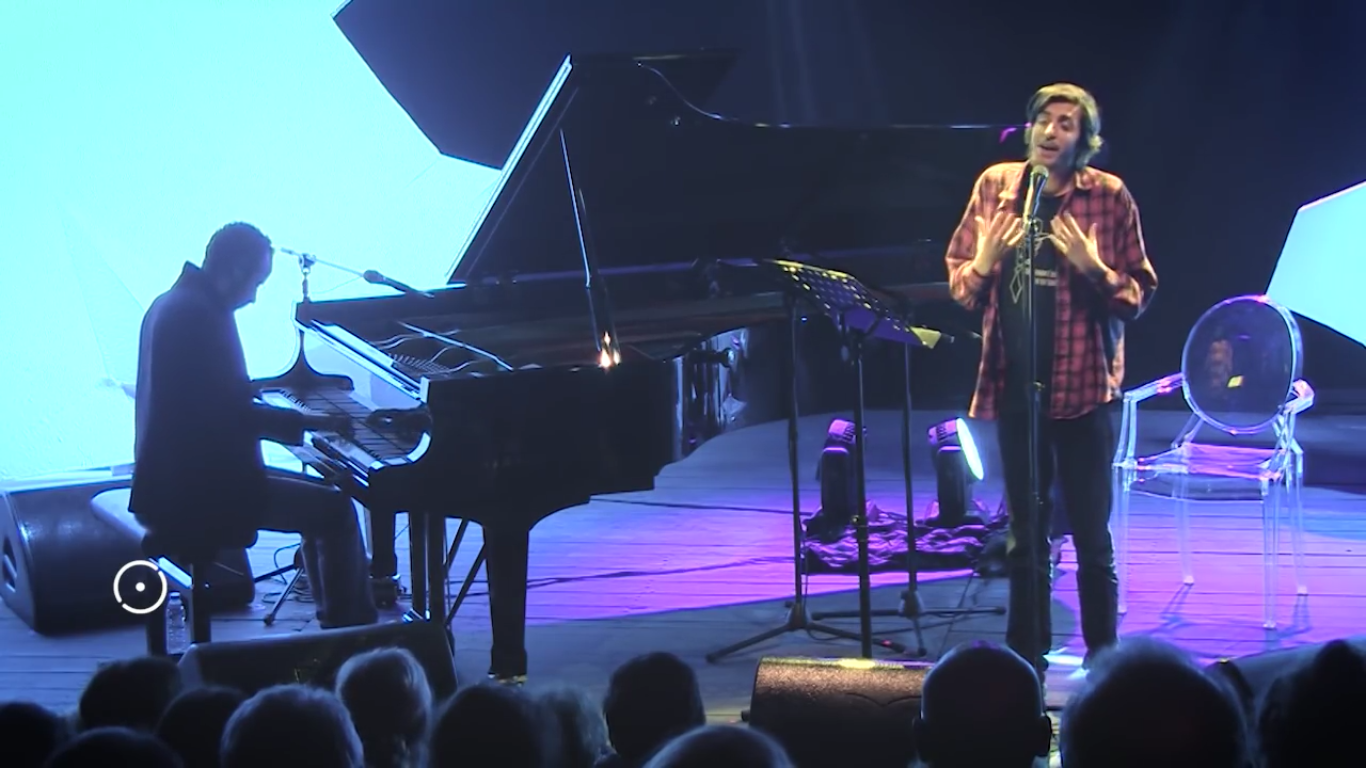
Salvador Sobral, premiat en 2018 amb la seva germana Luisa

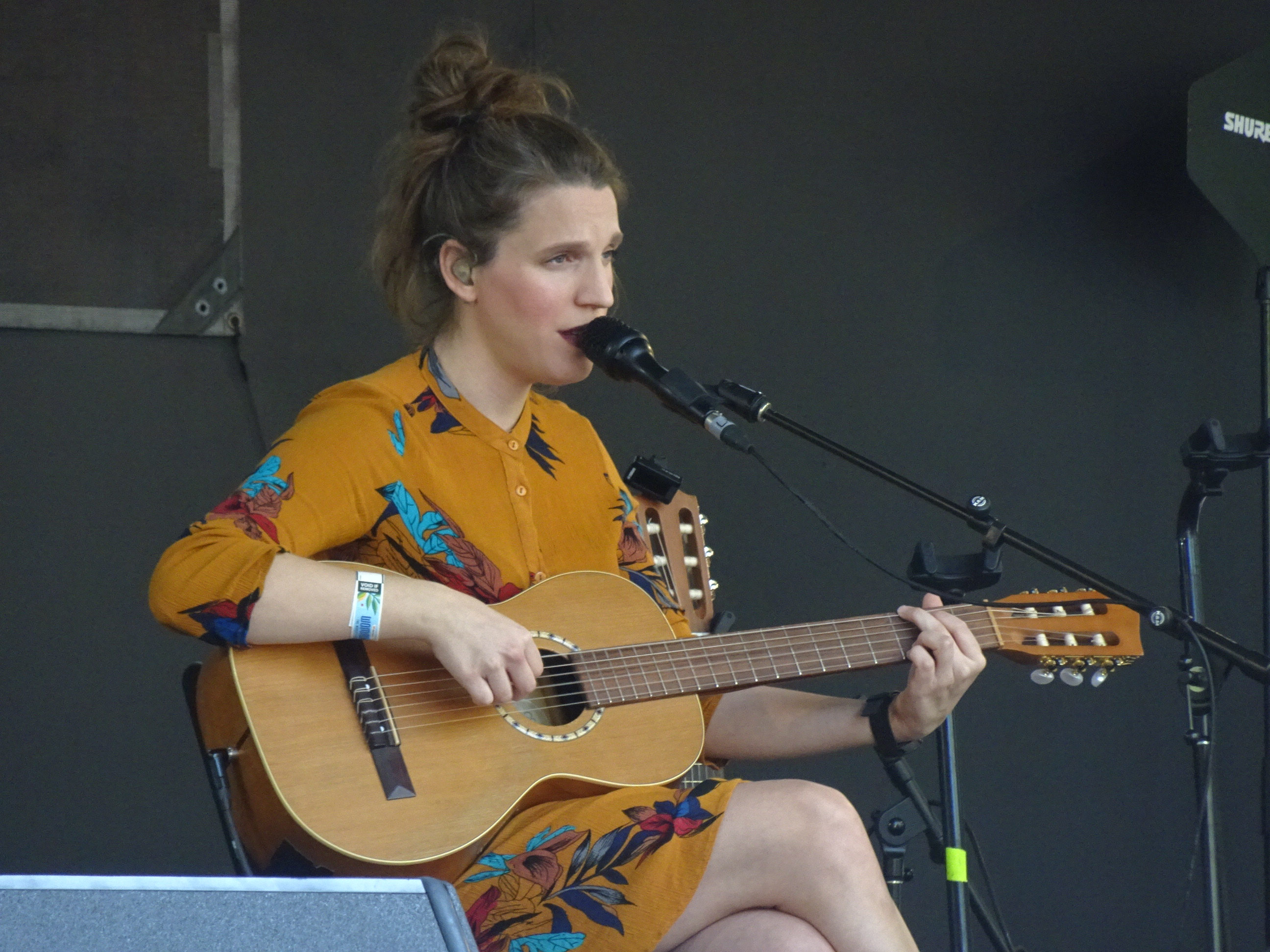
Luisa Sobral, premiada per dues vegades

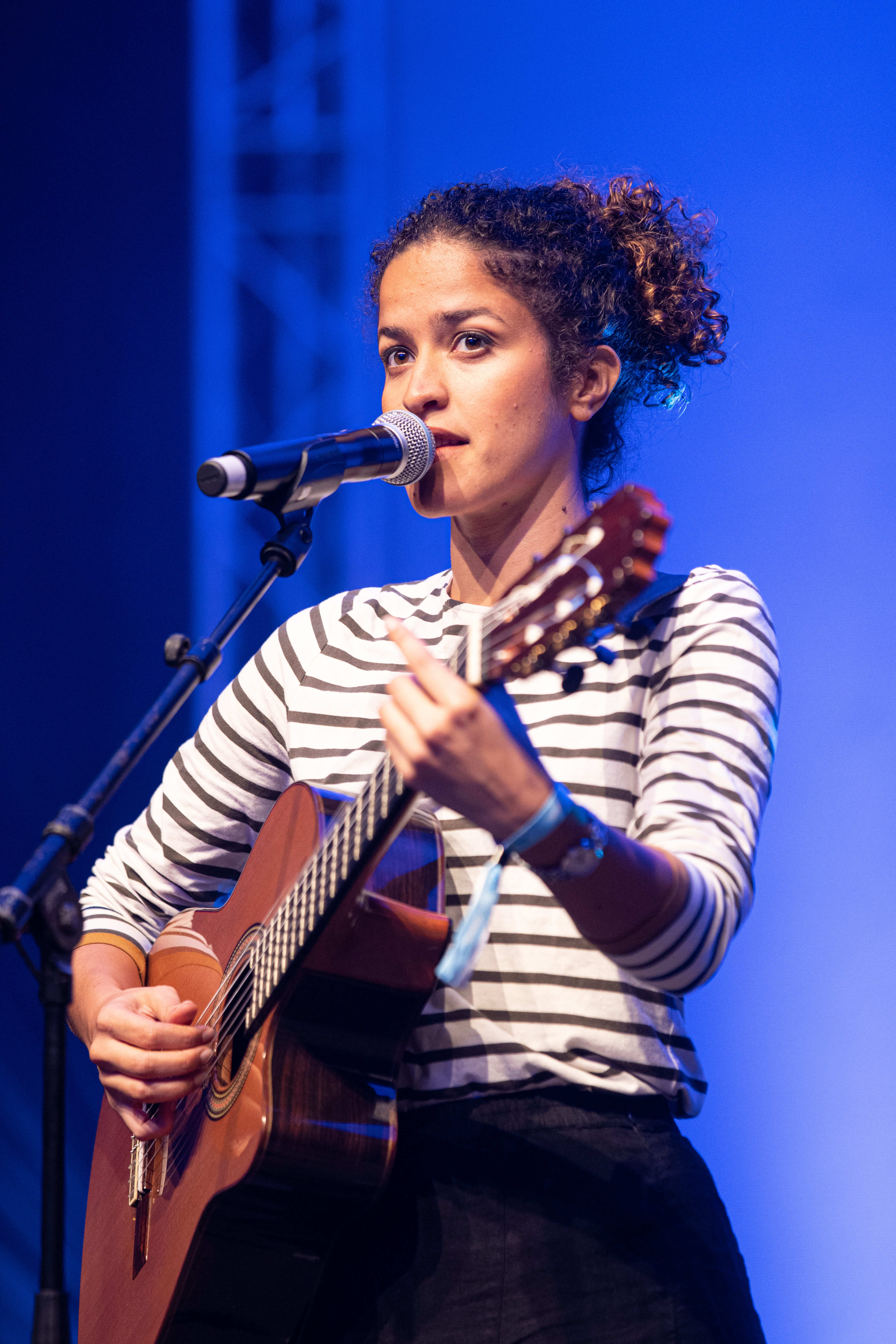
Aline Frazão, premiada en 2016

aRi[t]mar és un projecte promogut per la EOI (Escola Oficial d'Idiomes) de Santiago de Compostel·la per a divulgar música i poesia i aproximar les cultures i la llengua de Galícia i Portugal. El nom combina a ritmar (de ritme) i a rimar (de rima).

## Història
Va començar en 2016 i inclou una gala anual de premis. Altres entitats que van adherir a aquest projecte van ser el Conservatori Profesional de Música de Santiago de Compostel·la, la Facultat de Filologia de la Universitat de Santiago, les escoles oficials de llengües de Lugo i Pontevedra i les escoles d'ensenyament secundari on s'ensenya Portuguès com llengua estrangera a Galícia. Compta encara amb el suport de la Xunta de Galicia a través de les secretaries generals de Política Lingüística i Cultura, la Deputación Provincial de Corunya, el Municipi de Santiago de Compostel·la, el Grup de Cooperació Territorial Galícia-Nord de Portugal i l'Institut Camões.
El dia 20 d'abril de 2024, els premis aRi[t]mar arribaran a la ciutat portuguesa de Braga per a celebrar una nova edició de la seva gala, en l'Auditori Espaço Vita, a les 21h30. Serà la primera vegada que aquesta gala es realitza a Portugal, on l'esdeveniment ambiciona tenir continuïtat. La gala coincidirà amb el tancament del Congrés Internacional d'Estudis Gallecs, que se celebrarà a la ciutat entre els dies 17 i 20 d'abril i formarà part del seu programa social. L'esdeveniment consistirà en una reedició de la gala 2023, en la qual van ser premiades les gallegues Fillas de Cassandra i Arancha Nogueira, així com la portuguesa Retimbrar, María Isabel Fidalgo i l'Associació José Afonso. A més d'això, comptarà amb la col·laboració especial de la cantant, acordeonista i compositora Celina da Piedade.

## Treballs premiats

### 2016[1]

#### poesia gallega
- "O corazón" (María do Cebreiro, O deserto)
- "Engano" (Baia Fernández de la Torre, Unha viaxe de ruminantes)
- "Dezaseis" (María Lado, Oso, mamá, si?)

#### poesia portuguesa
- "Não sei, minha filha..." (José Ricardo Nunes, Andar a par)
- "Eva e Lilith" (Nuno Júdice, Convergência dos ventos)
- "Não sei como dizer, e todavia" (Ana Luísa Amaral)

#### música galega

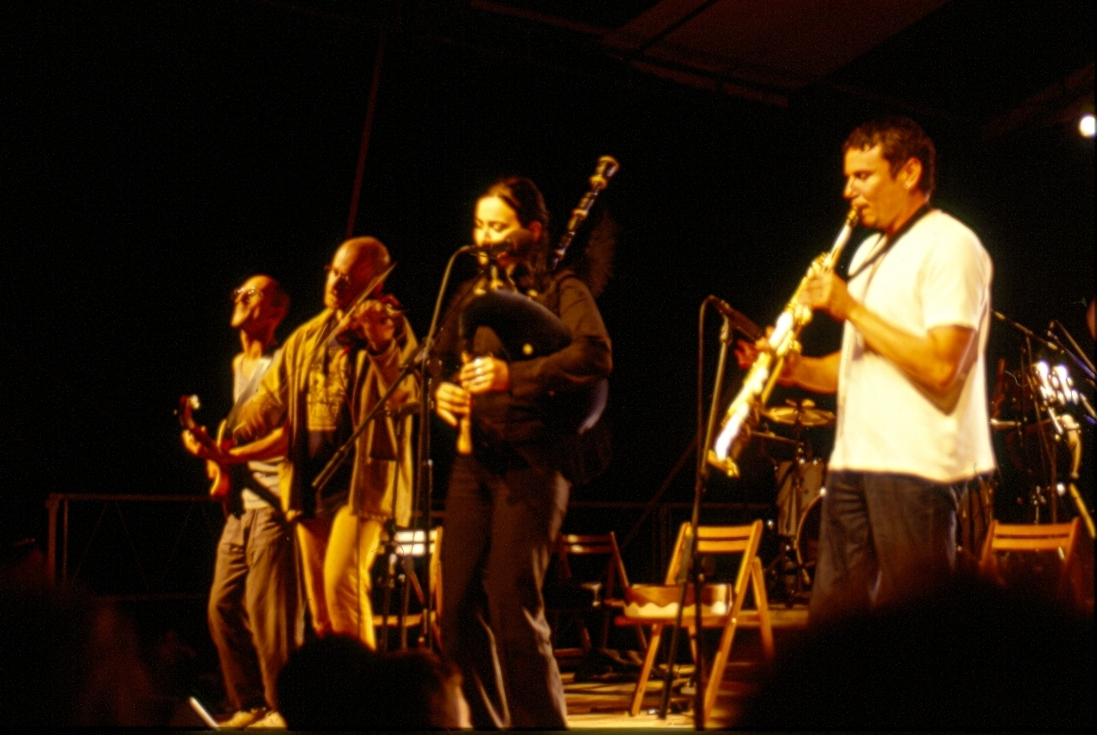
Guadi Galego, antic membre de Berroguetto, tocant la gaita

- Cantiga da montanha (Xabier Díaz[1] & Adufeiras de Salitre)[3]
- Soa (Coanhadeira)
- Como eu canto (Sés)

#### musica portuguesa
- Medusa (Capicua)
- Irmão de Sangue (Luísa Sobral)
- Insular (Aline Frazão)

### 2017

#### poesia galega
- "Terradentro" (Paco Souto, e Caín)
- "Parque" (Rosalía Fernández Rial, Contra-acción)
- "Parir un lugar" (Olalla Tuñas, No seu despregar. Antoloxía)

#### poesia portuguesa
- "Fui a Bruges esquecer um amor" (Pedro Craveiro)
- "Tragam-me um homem que me levante com os olhos" (Cláudia R. Sampaio, Ver no Escuro)
- "Penso em ti" (Alexandra Santos, Antologia de Poesia Contemporânea “Entre o Sono e o Sonho”)

#### música galega
- "A paz esquiva" (Sés, Oponherse á extinción)
- "Chove em Galiza" (Poetarras)
- "Ecuacións" (Xoán Curiel)

#### musica portuguesa
- "Faz bem falar de amor" (Quinta do Bill, Todas as estações)
- "Corzinha de verão" (Deolinda, Outras histórias)
- "Meu amor de longe" (Raquel Tavares, Raquel)

Prémio Especial do Júri à Embaixada da Amizade Galego-Portuguesa
Fran Perez Narf

### 2018[4]

#### poesia galega
- Blues do rei Bermang = B. B. King (Lois Pérez Díaz)[5]
- Arróstrasme Ítacas (Eli Ríos)
- Tira a roupa (Marta da Costa)

#### poesia portuguesa
- XXI. Com o ritmo da chuva (Alexandre Brea Rodríguez)
- Sou mulher de vestígios fáceis e dignos (Cláudia R. Sampaio)
- Aprendizagens (Ana Luísa Amaral)

#### música galega
- "Bailando as rúas" (A banda da Loba)
- "Amodiño" (De Vacas)
- "Casandra" (MJ Pérez)

#### musica portuguesa
- "Amar pelos dois" (Salvador e Luísa Sobral)
- "If You Let Me Be" (Tiago Bettencourt)
- "Tome como uma pena" (Ana Bacalhau)

Prémio Especial do Júri à Embaixada da Amizade Galego-Portuguesa
Convergências Portugal-Galiza (Braga).

### 2019

#### poesia galega[6]
- "Nas noites de luar" (Carlos da Aira)
- "No medio desta paisaxe" (Tamara Andrés)
- "Síndrome de Stendhal" (Olga Novo)

#### poesia portuguesa
- "Liberdade mais cruel" (Raquel Lima)
- "Projecto político 3: El Corte Inglés" (Filipal Leal)
- "E se fosse proibido abraçar" (José Manuel Neves)

#### música galega
- "Que non mo neguen" (Tanxugueiras)[7]
- "Fronteiras" (Guadi Galego)
- "Cultura crítica" (Nao)

#### musica portuguesa
- "Efeito do Observador" (Os Azeitonas)
- "Quem me dera" (Mariza)
- "Sem palavras" (António Zambujo)

### 2020

#### música galega
- Guadi Galego, antic membre de Berroguetto, tocant la gaita"Cólico" (Guadi Galego)[8]

#### música portuguesa

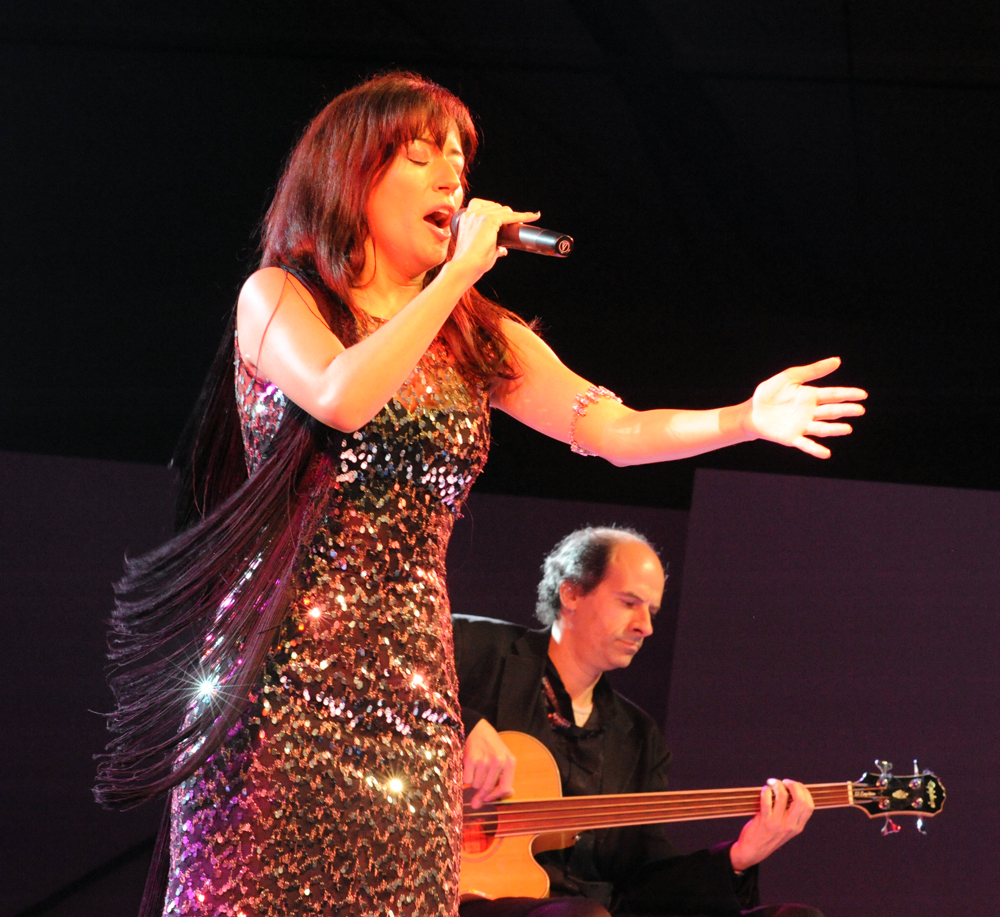
Ana Moura a cantar fado

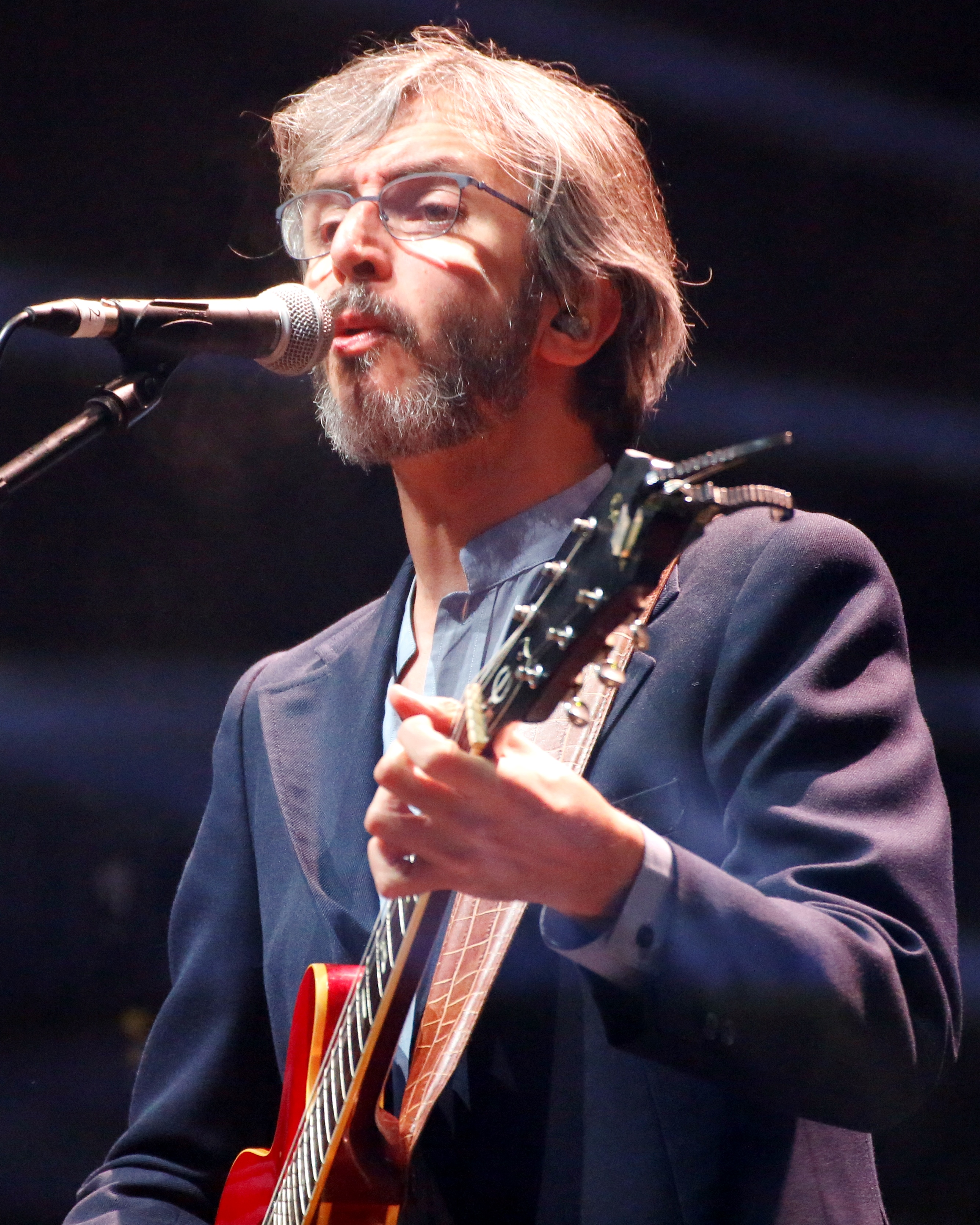
Xoel López cantant a Paléncia, Castella el 2018

- "Quase Dança" (Cláudia Pascoal)Ana Moura a cantar fadoXoel López cantant a Paléncia, Castella el 2018

### 2021

#### poesia galega
- "A reflexión" (Rosalía Fernández Rial, Árbores no deserto)

#### poesia portuguesa
- "O verão sabe-me bem" (Márcia, As estradas são para ir)

### 2022[9][10]

#### música galega
- "Peixe" (Xisco Feijóo)

#### música portuguesa
- "Andorinhas" (Ana Moura)

#### poesia galega
- "Anorak de pel de caribú"

#### poesia portuguesa
- "E se eu fosse eu?"

### 2023[11][12]

#### música galega
- "II. LISISTRATA" (sweep vasoira) (Fillas de Cassandra)
- "Para Cando Eu Morra" (Sés)
- "Paxaro Do Demo" (Xoel López & Baiuca). Os Quatro e Meia, concerto em Braga

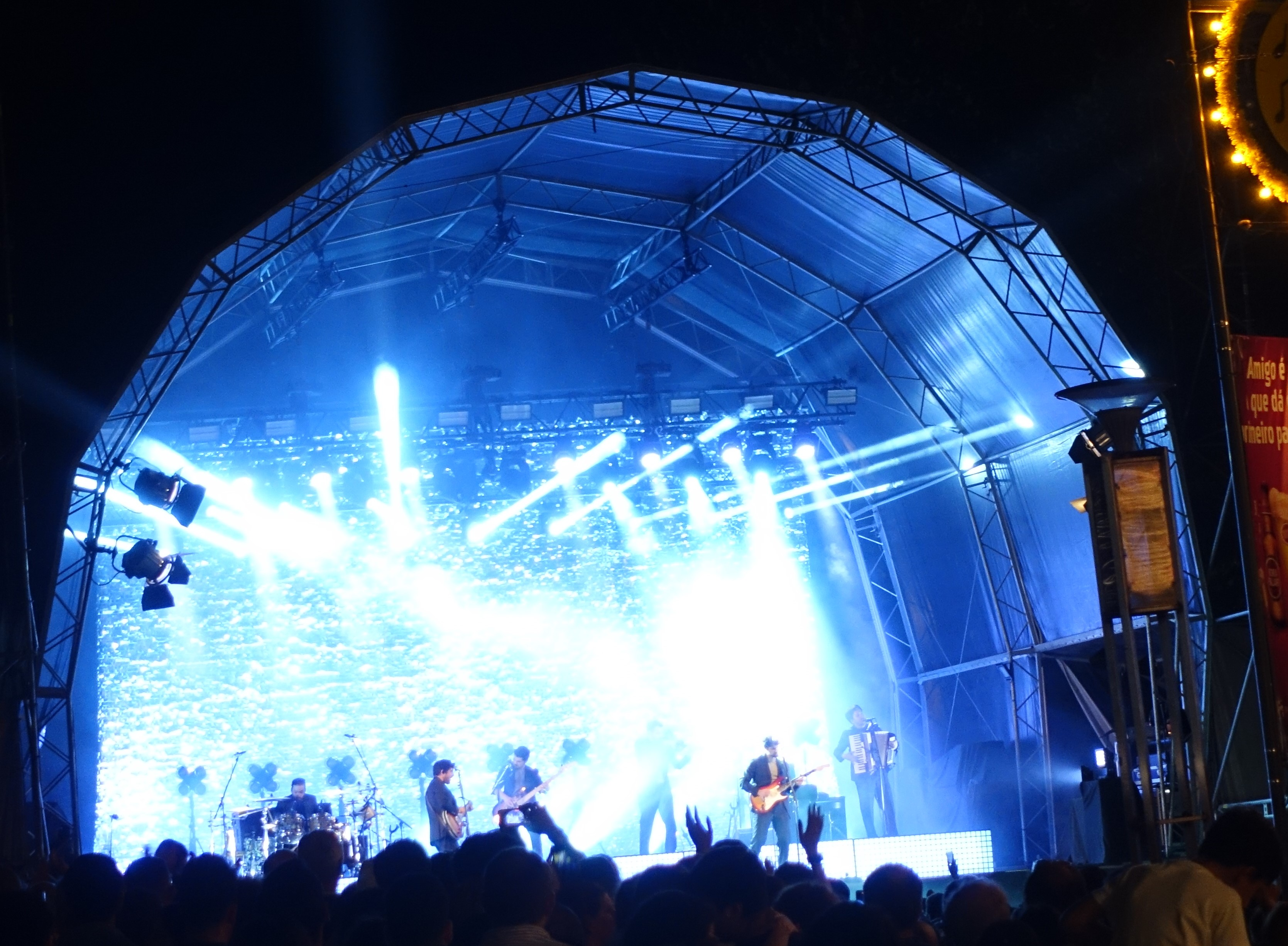
Os Quatro e Meia, concerto em Braga

#### música portuguesa
- Maçãzinha (Retimbrar com Uxía Senlle)
- Dilúvio (A Garota Não)
- Dança de um dia normal (Miguel Araújo)

#### poesia galega[13]
- "MAMÁ fala en linguaxes de documentos predeterminados" (Arancha Nogueira)
- “Se algunha cousa queren comigo”, (Lorena Conde)

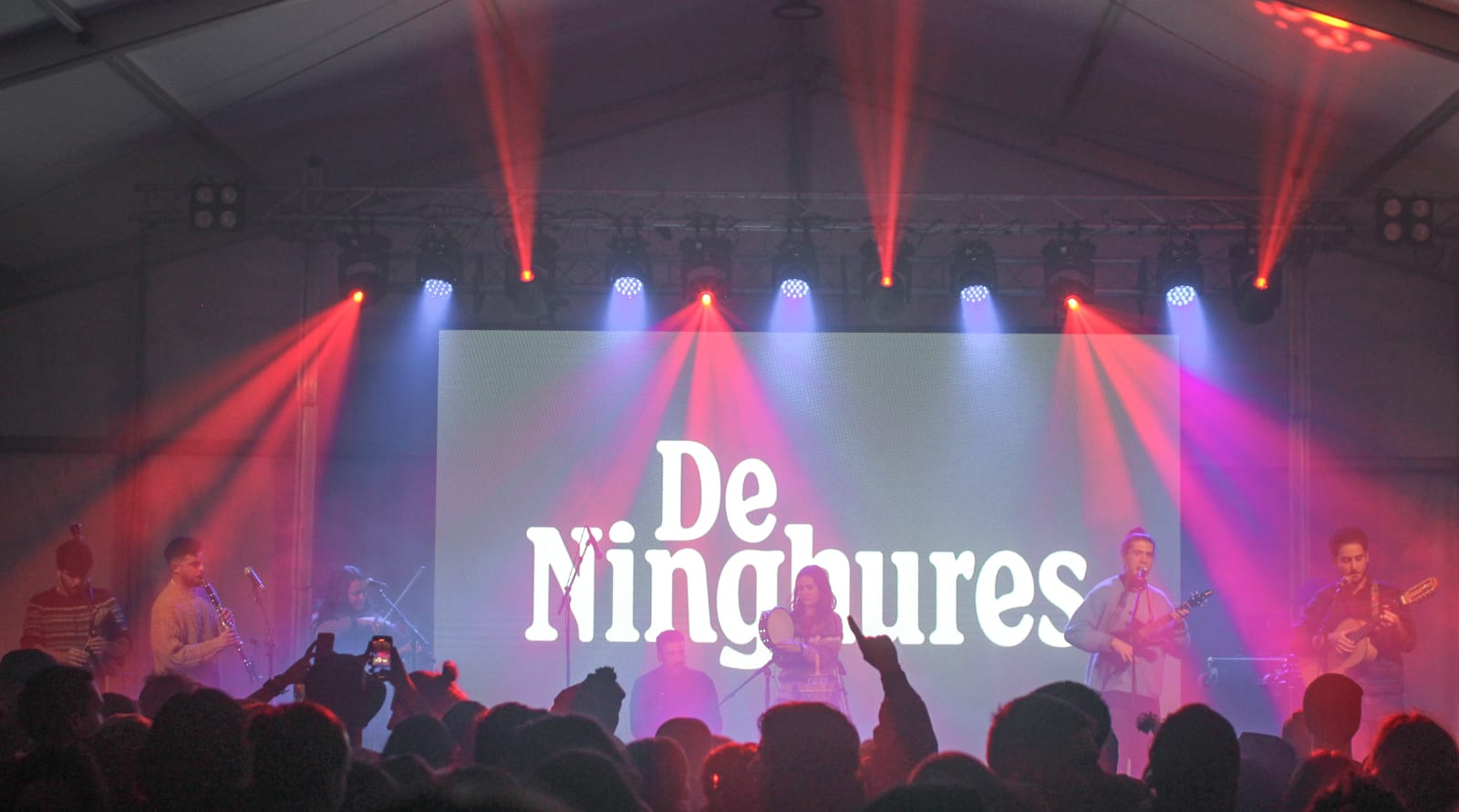
DeNinghures, A Fonsagrada 2022

- “As amigas” (Yolanda Castaño)

#### poesia portuguesa
- "Se de repente perto fosse um verbo" (Maria Isabel Fidalgo)
- “Podia-te chamar Lisrio” (Fernando Machado Antunes)
- “Faço uma curta viagem” (Maria Teresa Dias Furtado)

### 2024[14]

#### música galega
- Morena (De Ninghures) Guanyadors
- Ai de min (Caamaño&Ameixeiras)
- Ardén (Mondra)

#### música portuguesa
- Na Escola (Os Quatro e Meia). Guanyadors
- Sagitário (Miguel Araújo)
- Saia da Carolina (Carolina Deslandes)